# تانيا موس
تانيا موس (بالإنجليزية: Tanya Moss)‏ (مواليد 12 فبراير 1964) هي لاعبة جمباز إيقاعي نيوزيلندية، مثّلت بلادها في الألعاب الأولمبية الصيفية 1984.

## حياته الشخصية
موس متزوجة من مواطنها الملاكم الأولمبي كيفن باري، حيث تقابلا في دورة الألعاب ذاتها، وحقق باري الميدالية الفضية.

## روابط خارجية
تانيا موس على موقع أوليمبيديا (الإنجليزية)